# Matelea purpurea
Matelea purpurea är en oleanderväxtart som först beskrevs av Joseph Decaisne, och fick sitt nu gällande namn av Goyder. Matelea purpurea ingår i släktet Matelea och familjen oleanderväxter. Inga underarter finns listade i Catalogue of Life.